# Kõnnu (Räpina)
Kõnnu (Duits: Köndo) is een plaats in de Estlandse gemeente Räpina, provincie Põlvamaa. De plaats heeft de status van dorp (Estisch: küla) en telt 38 inwoners (2021).
Kõnnu werd in 1582 voor het eerst genoemd onder de naam Kond, een nederzetting op het landgoed van Räpina.